# Állami Középipartanoda
A budapesti Állami Középipartanoda (később Magyar Királyi Állami Felső Ipariskola) Trefort Ágoston vallás- és közoktatásügyi miniszter rendelete alapján jött létre, 1879. december 1-jén. Az iskola szakképző intézményként szolgált, oktatott szakmái a vegyipar, a gépipar és az építőipar voltak.

## Előzményei
Az 1867-es kiegyezés politikai és gazdasági konszolidációja felgyorsította az ipar fejlődését, sürgette a nyugati tőke beáramlását a vasút, a hajózás és a bányászat beruházásaihoz. Fejlődésnek indult a gépgyártás, a cukor-, szesz- és textilipar, világszínvonalú volt a malomipar. Mindez szükségessé tette az ipari szakmunkásképzés megszervezését. Ezt felismerve Eötvös József, a Batthyány-kormány vallás- és közoktatásügyi minisztere szorgalmazta egy ipartanoda létrehozását, amelyet utóda, Trefort Ágoston valósított meg.

## Megalapítása

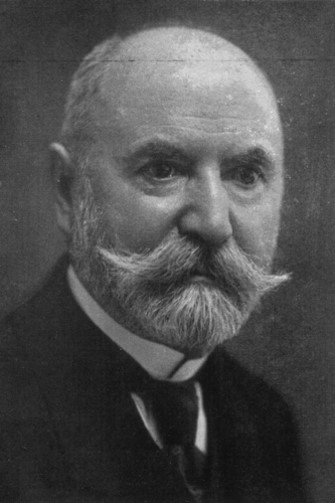
Hegedűs Károly, az Állami Középipartanoda igazgatója 35 éven keresztül

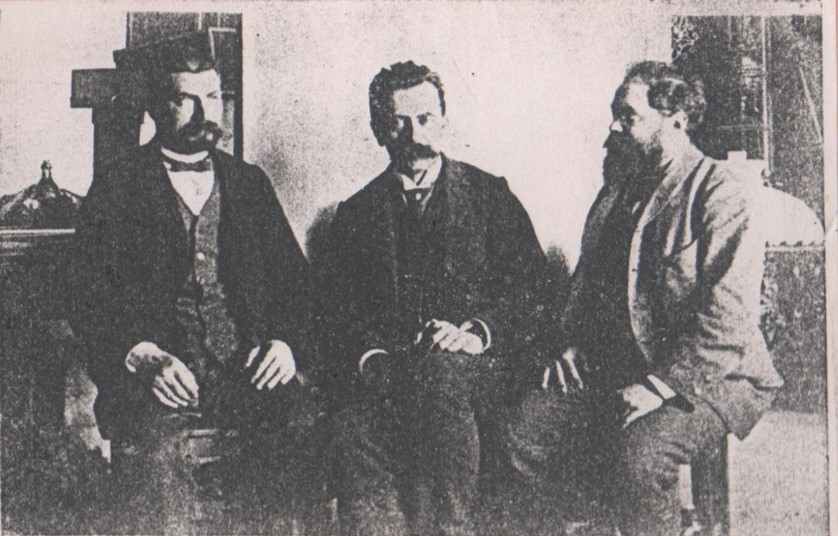
Az ipartanoda három kitűnő tanára: Vámos Dezső, Petrik Lajos és Klemp Gusztáv

Az intézmény megnyitója 1879. december 7-én volt. Hivatalos formáját 1880-ban a 16352. számú miniszteri rendelet nyomán nyerte el. Ebben így fogalmazza meg Trefort a létrehozott intézmény céljait: „A budapesti állami közép ipartanoda czélja és feladata, hogy építő-mestereket, építő-pallérokat, a gépekkel és a munka megosztásával dolgozó  u. n. tömegtermelő iparágak számára pedig előmunkásokat, művezetőket és kivételkép oly szakembereket képezzen, akik kisebb ipartelepeknek, gyáraknak önálló vezetőivé is lehessenek.” Az ipar igényei szerint kialakított képzési struktúrák a gépészet, az építészet és a vegyészet szakirányában kínáltak képzési lehetőséget. Az iskola első, azóta lebontott, egyemeletes épülete a VIII. kerületi Főherceg Sándor tér (ma Gutenberg tér) 4. szám alatt volt megtalálható.
Hegedűs Károly (1849–1925) okleveles gépészmérnök, királyi tanácsos a Középipartanoda igazgatójaként a gyakorlatiasságot tartotta a legfontosabbnak. Olyan kiváló tanárokat alkalmazott, mint Petrik Lajos, Jalsoviczky Géza, Gaul Károly, Klemp Gusztáv vagy Sándy Gyula építész, akik szakmájuk kiváló művelői voltak, jól ismerték az ipari folyamatok elméleti és gyakorlati hátterét, számos alkalommal publikálták eredményeiket.
1883-tól indult el az építőiparosok téli tanfolyama, aminek célja a télen szünetelő kőműves, ács és kőfaragó iparosok önálló iparossá való nevelése volt. Négy téli féléven át zajlik, 14 éven felüli segédeknek, novembertől márciusig. Elvégzése után végbizonyítványt adott, amely arról szólt, hogy képesítve vannak kőműves-, kőfaragó-, és ácsmesterség gyakorlására. Feltétel volt az iskolába való bekerülésre a legalább 15 éves életkor, az írni-olvasni tudás, erkölcsi bizonyítvány, valamint legalább 1 év gyakorlat valamelyik építkezésen.

## Átszervezése

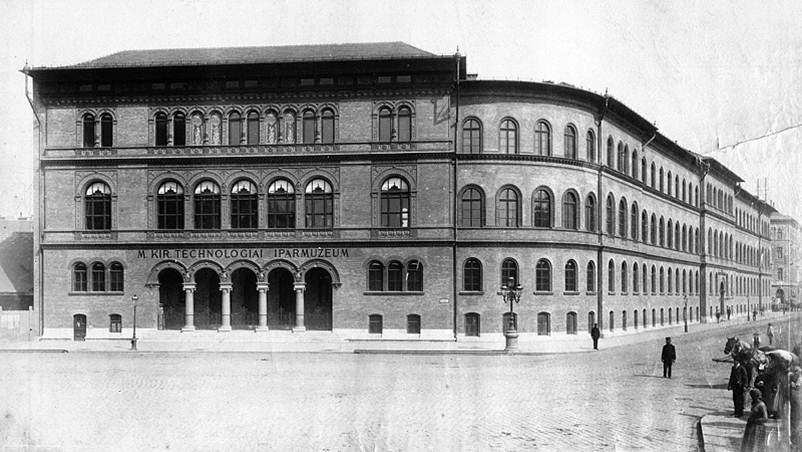
A Felső Ipariskola a József körút és a Népszínház utca sarkán (ma a Nemzeti Fogyasztóvédelmi Hatóság és a Óbudai Egyetem Bánki Donát Gépész és Biztonságtechnikai Mérnöki Kar működik benne)

1881-ben Trefort Ágoston szervezőbizottságot állított fel egy új intézmény, a Kerepesi út 9. szám alá (a valamikori Beleznay-kert helyén) kerülő Technológiai Iparmúzeum építési munkálatainak előkészítésére. Az Iparmúzeum, mely az ország egyik legnagyobb szakkönyvtárának adott helyet, 1883. június 24-én nyílt meg.
A Középipartanoda sikeres munkájának elismeréseként egyesítette Trefort az Iparmúzeummal. A két intézmény együtt közös épületbe költözött, melynek tervezője a kor elismert építésze, Hauszmann Alajos volt. Az új épületegyüttes a József körút és a Népszínház utca sarkán épült meg, megnyitása 1889. szeptember 15-én volt. Közös igazgatójának Hegedűs Károlyt nevezték ki 1884. július elsejei hatállyal, aki 35 éven keresztül látta el az intézményvezetés feladatait.
1891. március 6-án Ferenc József osztrák császár, magyar király is látogatást tett a frissen átadott épületben. Ezen kívül minden szakosztály méltó anyaggal vett részt mind az 1885-ös országos, mind a Millenáris kiállításon, mind pedig az 1900-as párizsi világkiállításon.

## A századfordulón

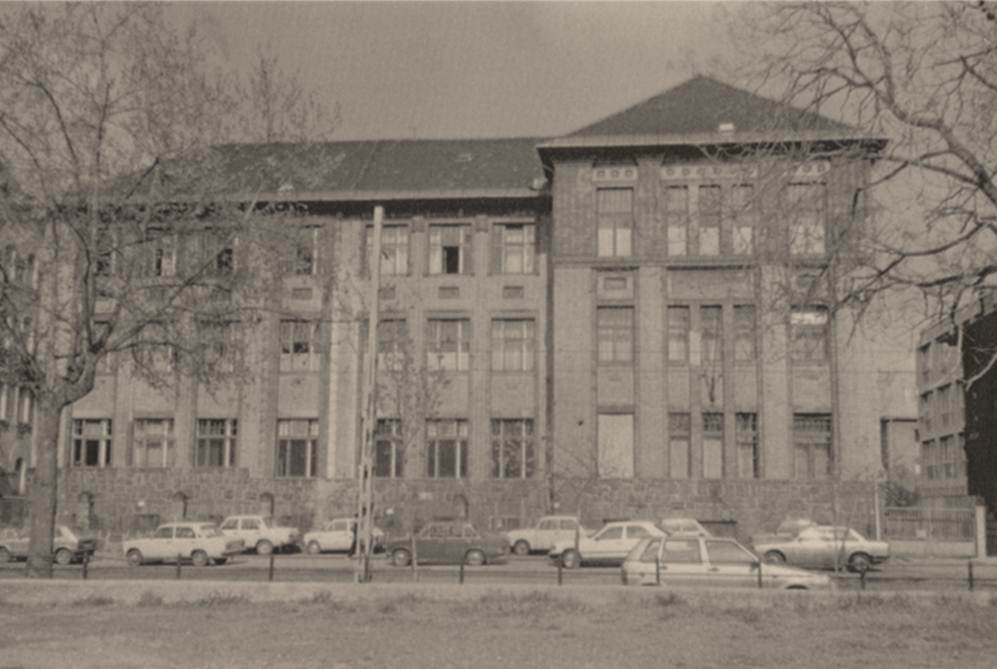
A Vegyipari Középiskola (1954-től Petrik Lajos Vegyipari Technikum, majd Szakközépiskola) épülete – Thököly út 48.

Érdemei elismeréseképpen 1898-ban az iskola megkapta a „felső ipariskola” címet, új neve pedig Magyar Királyi Állami Felső Ipariskola lett. A három fő szakirány a fém- és vasiparral, valamint a faiparral egészült ki. Az építész szakirány a megnövekedett érdeklődés miatt még ugyanebben az évben kivált, és kezdetben egy Damjanich utcai társasházban, majd 1901-től önálló intézményként (mint Állami Felső Építő Ipariskola) folytatta munkáját a Thököly út 74. szám alatt található, újonnan emelt iskolaépületben. A vegyészet iránti kereslet megkövetelte egy önálló épület fenntartását, így a szakág 1912-ben ideiglenesen átköltözött a Vas utca 19.-be. 1921-ben visszaköltözött a Népszínház utcai épületébe, azonban így is egyre több jelentkezőt volt kénytelen visszautasítani. A Vallás- és Közoktatási Minisztérium a problémák orvoslása érdekében helyt adott a vegyész szakosztály kérésének, és a Felső Kereskedelmi Iskola épületét (a Thököly út 48.) jelölte ki új székhelyül, amelybe végül 1940-ben költözhettek be, s önálló intézményként, Vegyipari Középiskola néven működött tovább. Az intézmény gyakorlatilag ekkor bomlott fel, összesen három jogutód szervezetre.

## Jogutódai
- 1898: Magyar Királyi Állami Felső Építő Ipariskola (ma Óbudai Egyetem Ybl Miklós Építéstudományi Kar)
- 1940: Magyar Királyi Állami Vegyi Ipari Középiskola (1954-től Petrik Lajos Vegyipari Technikum, ma BMSZC Petrik Lajos Két Tanítási Nyelvű Technikum)
- 1947: Állami Gépészeti Műszaki Középiskola (ma Óbudai Egyetem Bánki Donát Gépész és Biztonságtechnikai Mérnöki Kar)
- 1954: Bánki Donát Gépipari Technikum (1962-től már Felsőfokú Gépipari Technikum)